# Ойкумена
Ойкуме́на, экумена, эйкумена, культурная ойкумена (др.-греч. οἰκουμένη «заселённая» (земля), от οἰκέω «населяю, обитаю») — освоенная человечеством часть мира. Термин «ойкумена» (οἰκουμένη) в географическом контексте первым использовал древнегреческий историк Геродот (V в. до н. э.) в своём труде «История» (книга 3, часть 114): χώρη ἐσχάτη τῶν οίκεομένων χωρῶν («самая удалённая страна из всех заселённых стран»). Агафемер, который жил уже в нашей эре, утверждает, что первым нанёс на карту ойкумену Анаксимандр Милетский, живший до Геродота, а усовершенствовал эту карту Гекатей Милетский, однако использование самого термина «ойкумена» в этом контексте считается анахронизмом.
Термин οἰκουμένη в древнегреческом имеет несколько значений:
1. обитаемая земля; то есть земля, заселённая людьми;
2. греческая земля, то есть зе́мли, заселённые греческими племенами;
3. земля, мир, то есть зе́мли, известные человечеству в целом.

В конце XIX века это слово и его производные стали распространяться в западноевропейских языках в первом значении в связи с началом экуменического движения среди протестантов.
В русском языке греческое οἰκουμένη традиционно передавалось как «Вселенная», «обитаемая Вселенная». Во второй половине XX века состоялось заимствование оригинального термина — двумя путями, давшими два разных произношения и два разных смысла (более узких по сравнению с исходным): об экуменизме говорят почти исключительно в контексте межрелигиозных контактов сближения разных церквей (иногда с оттенком осуждения, как о символе некритичности и измены истине), а ойкумена используется как географический, экологический, исторический и культурный термин, обозначающий обитаемый мир.